# Momina
Momina – wieś w Polsce położona w województwie świętokrzyskim, w powiecie ostrowieckim, w gminie Waśniów.
Do 1954 roku siedziba gminy Boksyce. W latach 1954–1972 wieś należała i była siedzibą władz gromady Momina. W latach 1975–1998 miejscowość administracyjnie należała do województwa kieleckiego.
We wsi znajdują się: zabytkowy kościół parafialny pod wezwaniem św. Wojciecha (wewnątrz grobowiec zmarłego w Garbaczu filozofa Józefa Gołuchowskiego), cmentarz parafialny, biblioteka publiczna, szkoła podstawowa i gimnazjum oraz remiza Ochotniczej Straży Pożarnej, punkt weterynaryjny oraz dwa sklepy spożywcze. Dawniej istniały tu również zlewnia mleka(obecnie sklep spożywczo-przemysłowy), urząd pocztowy(obecnie biblioteka) i zajazd.
Od 30 maja 2010 roku zespół szkół w Mominie nosi imię mjr. Jana Piwnika "Ponurego".

Momina znajduje się także na liście miejscowości Szlaków tysiąclecia po Ziemi Kieleckiej świętokrzyskiego oddziału PTTK z 1966 roku.

## Integralne części wsi
| SIMC    | Nazwa             | Rodzaj    |
| ------- | ----------------- | --------- |
| 0276110 | Momina Poduchowna | część wsi |

## Historia

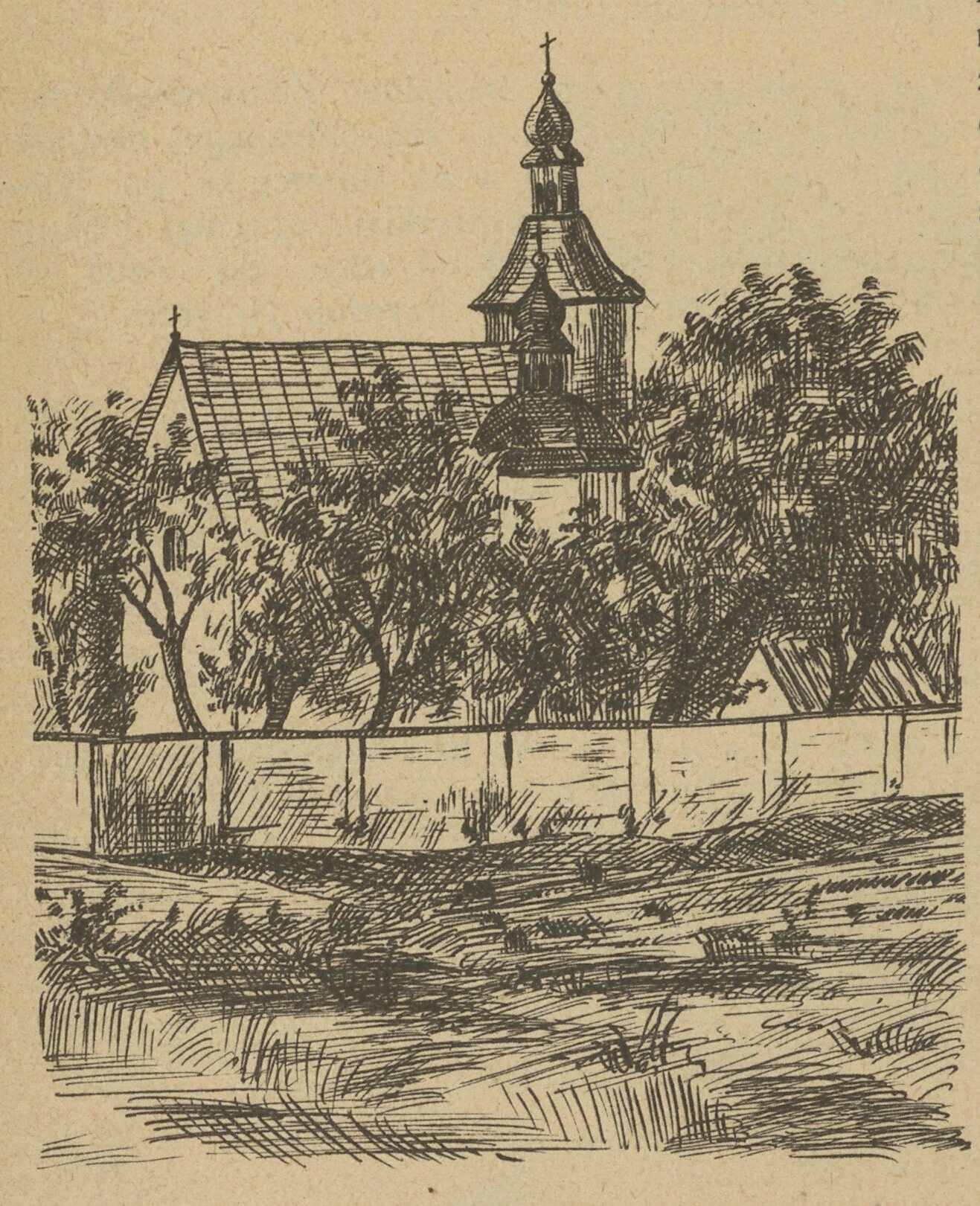
Kościół przed 1907

Miejscowość ta, znana niegdyś pod nazwami Mamina i Manina (1136; u Długosza Monina), była wczesnosłowiańskim opolem, a począwszy od wieku XI także ośrodkiem kościelnym, szerzącym wiarę chrześcijańską na długo przed pojawieniem się benedyktynów na Świętym Krzyżu.
O dawności osadnictwa na tym terenie świadczy zapis w najstarszym zabytku języka polskiego – Bulli gnieźnieńskiej z 1136 roku. Było to papieskie poświadczenie włości momińskich dla arcybiskupa gnieźnieńskiego, a brzmi ono:
Innocenty biskup, sługa sług Bożych: czcigodnemu bratu Jakubowi arcybiskupowi gnieźnieńskiemu i jego kanonicznie ustanowionym następcom na wieki. Również Manina pod grodem Sądomirzem z chłopami i ich wsiami i ze wszystkim, co do nich należy... ("Manina ante castellum Zandomir cum rusticis et villa eorum").
W 1262 wieś weszła (drogą zamiany) w posiadanie biskupów lubuskich, którzy zarządzali z niej okolicznymi posiadłościami. W akcie z 1328, wyliczającym te posiadłości, podano: Item Mamna cum districtu sno, hiis villis: Stritschowitz, Garbatz, Zwola, Tzirvona gora, Vorvitz. Oznaczało to, że w skład zarządzanego z Mominy klucza wchodziły wsie: Stryczowice, Garbacz, Zwola, Czerwona Góra i Worowice.
To zapewne właśnie biskupi lubuscy (mieszkający w Opatowie) erygowali tu kościół pw. św. Wojciecha i uposażyli plebana dziesięciną (m.in. z całych Worowic) oraz łanem ziemi. Pierwsze zapisy potwierdzające istnienie świątyni na tym terenie pochodzą z roku 1326, choć murowany kościół stał tu prawdopodobnie już pod koniec XIII wieku.

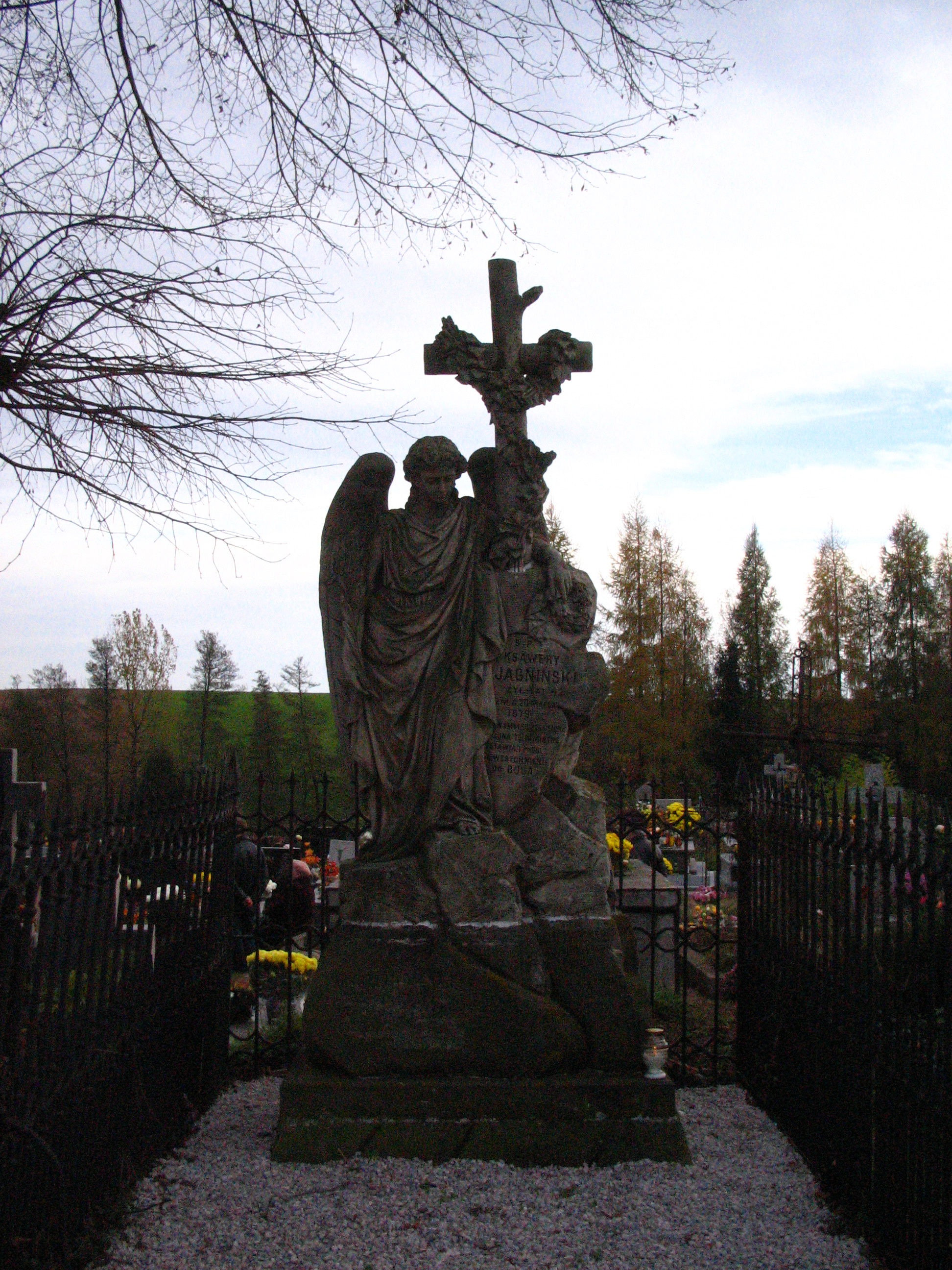
Zabytkowa figura nagrobna w kształcie anioła na cmentarzu parafialnym w Mominie

Jeden łan kmiecy należał wtedy do proboszcza, drugi do biskupa lubuskiego, który miał tytuł własności i prawo patronatu. Z ról karczemnych i od zagrodników płacono plebanowi dziesięcinę.
Spisy poborowe z roku 1578 podają, iż płacono tu od 1 zagrodnika i 1 komornika bez bydła.
Słownik geograficzny Królestwa Polskiego podaje, iż pod koniec XIX wieku Momina dzieliła się na dwie części: Mominę Kościelną i Mominę Dworską. Obydwie wsie należały do gminy Boksyce w powiecie opatowskim, parafii Momina i leżały w odległości 14 wiorst od Opatowa.
Momina Dworska miała wówczas 7 domów, 66 mieszkańców, 132 morgi ziemi dworskiej i 103 morgi ziemi włościańskiej.
W Mominie Kościelnej z kolei znajdował się kościół parafialny i schronisko dla starców i kalek. Wieś miała 14 domów, 84 mieszkańców, 103 morgi ziemi włościańskiej i 25 ziemi dworskiej. Parafia Momina należała do dekanatu opatowskiego i miała 2254 dusze.
Przez Mominę przebiegała trasa wyścigu Grand Prix Ostrowca Świętokrzyskiego w kolarstwie szosowym rozegranego 25 czerwca 2000 roku.
Zasłużoną postacią dla wsi jest Wojciech Pytlak (ur. 15 kwietnia 1908) – wieloletni sołtys Mominy (od 1945; w latach 1964-1992 nieprzerwanie), były wójt gminy Boksyce, radny gminy Waśniów, komendant OSP i aktywista społeczny. Brał udział w wojnie obronnej z 1939 roku jako kapral 17 Pułku Piechoty w Rzeszowie. Był jeńcem wojennym Starobielska (uciekł z transportu wojskowego jadącego do Niemiec w listopadzie 1939). W okresie okupacji współpracował z podziemiem antyhitlerowskim, udzielając pomocy (żywienie, schronienie, odzież) partyzantom z Gór Świętokrzyskich. Był członkiem Koła Związku Młodzieży Wiejskiej "Wici", PSL i ZSL.

## Zabytki
- Kościół pw. św. Wojciecha Biskupa i Męczennika – wzniesiony przed 1326 r., prawdopodobnie pod koniec XIII wieku; orientowany.

Jak podaje Jan Długosz, w XV w. ta jednonawowa świątynia wzniesiona z kamienia została świeżo przyozdobiona i rozbudowana przez kantora opatowskiego Jana Wronikowskiego (lub Bronikowskiego vel. Wronkowskiego) z Bodzechowa. Od zachodu dobudowano do niej wysoką wieżę, w której znajdują się dawne dzwony (brak wybitego roku), a do prezbiterium (od północy) dwukondygnacyjną przybudówkę. Obecnie w jej przyziemiu mieści się zakrystia z lawetarzem (umywalnią rąk z upustem wody; jego kamienny ściek wyprowadzono na zewnątrz świątyni).

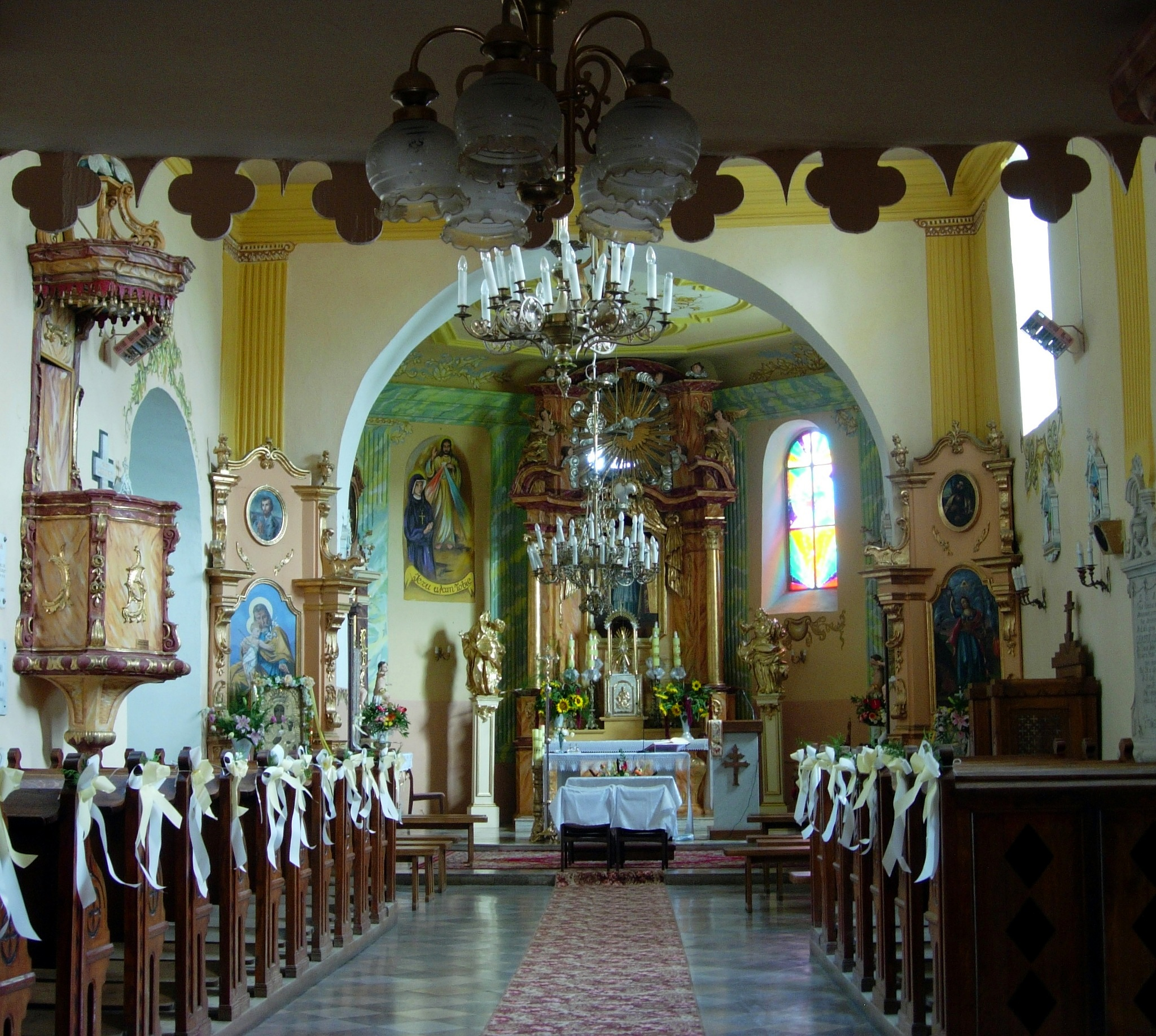
Wnętrze kościoła w Mominie

W wieku XVII od północy dostawiono późnorenesansową kaplicę Matki Boskiej (zwieńczoną murowaną kopułą). Z kolei od południa (na osi bramy wejściowej) stanęła wówczas kruchta.
W 1815 roku ks. Stanisław Adamczyk pokrył dach blachą miedzianą.
Od północy i wschodu w ściany kościoła wmurowane są liczne detale architektoniczne.
Wewnątrz świątyni znajduje się 6 ołtarzy z nastawami, w tym jeden główny z obrazem Serca Jezusa oraz patrona parafii – św. Wojciecha.
Sufit świątyni jest drewniany, o wymiarach 30m×9m. Ks. Stanisław Godzwon ufundował wewnątrz posadzkę marmurową, a w 1992 roku – staraniem ks. Jerzego Rybusińskiego – wzmocniono rysujące się fundamenty kościoła, ankrowano prezbiterium oraz pomalowano wnętrze świątyni.
W kościele znajdują się organy z 1880 roku o trakturze mechanicznej firmy Adolfa Homana.
Na ścianach widnieją tablice nagrobne rodziny Jasieńskich (vel. Jasińskich) z Boksyc oraz Jagnińskich z Garbacza, a także księży: Stanisława z Ruszkowa († 1636), Michała Dziekanowicza († 1782) i proboszcza momińskiego Ignacego Odrzywolskiego († 1789). Swoją tablicę ma również Józef Gołuchowski (1797–1858)) – dawny dziedzic Garbacza.
Parafia posiada akta parafialne od 1798 roku.
Uroczystości odpustowe odbywają się w dniu św. Wojciecha – 23 kwietnia.
- Brama przykościelna – z 1805 roku, z parkanem.